# Roberto Canella
Pour les articles homonymes, voir Canella (homonymie).
Roberto Canella Suárez, né le 7 février 1988 à Laviana, est un footballeur espagnol qui évolue au poste d'arrière gauche au CD Lugo.

## Palmarès

### Club
Néant

### Équipe nationale
- Espagne
  - Champion d'Europe des moins de 19 ans en 2006